# 팬티 속의 개미
《팬티 속의 개미》(Harte Jungs, Just The Two Of Us)는 독일에서 제작된 마르크 로테문트 감독의 2000년 코미디 영화이다. 토비아스 쉔케 등이 주연으로 출연하였고 베른트 아이힝거 등이 제작에 참여하였다.

## 출연

### 주연
- 토비아스 쉔케
- 악셀 슈타인
- 루이즈 하임

### 조연
- 미나 탠더
- 닉키 캔터
- 톰 라스